# Амерички империјализам
Амерички империјализам или Америчко царство састоји се од политике усмерене на ширење политичког, економског и културног утицаја Сједињених Америчких Држава на подручја изван њених граница. Зависно од тумачења, то може укључивати војна освајање, дипломатски рат, неповољне међудржавне споразуме, финансирање проамеричких политичких странака и невладиних организација у марионетској држави односно колонији, економски рат кроз продор приватних компанија из Сједињених Америчких Држава праћеним разним утицајима, такође када су интереси америчких компанија угрожени примењују се крајње мере кроз промене режима у тзв. обојеним револуцијама.
Обично се сматра да је политика империјализма Сједињених Америчких Држава започела крајем 19. века, мада неки сматрају да је територијално ширење Сједињених Америчких Држава почело ратом и почињеним геноцидом према америчким Индијанцима, те системског националног понижења и покоравања стварањем гета то јест индијанских резервата, као и дугогодишње тортуре и дискриминације над афроамеричким робовима. Сједињене Америчке Државе, такође су оптужене за неоколонијализам, понекад дефинисан као савремени облик хегемоније, који користи економију односно капиталистичку идеологију, а не војну моћ у неформалном Америчком царству, ово се понекад користи као синоним за савремени империјализам и нови светски поредак.
Многи критичари доводе у питање сам демократски политички поредак у Сједињеним Америчким Државама, због владавине само две политичке странке око двеста година. Тачније Демократске странке и Републиканске странке које имају своје корене од бројних фракција Демократско-републиканске странке коју је створио Томас Џеферсон 1792. године.
Да ли Сједињене Америчке Државе треба да интервенишу у унутрашња питања страних држава расправљало се и у унутрашњој политици Сједињених Америчких Држава током целе њене историје. Многи заговорници америчког империјализма, оправдавају тезу кроз тзв. ширење демократије, људских права и унапређењем америчких економских интереса (попут трговине и остваривања неограничених тржишних привилегија у својим колонијама), спречавање економске и војне интервенције Европске уније, Русије и Кине на територији Сједињених Америчких Држава, као и тзв. благодати одржавања доброг реда и мира широм света, понекад и са расистичким тезама о неспособности других народа и држава да управљају собом.